# 虚椎鸟属
虚椎鸟属（学名：Apatornis）是扇尾类的一个属，分布于晚白垩世的北美洲。该属迄今只含一个种，即敏捷虚椎鸟（Apatornis celer），生存于距今8350万年左右的桑托期—坎帕期边界上。遗骸发现于美国堪萨斯州奈厄布拉勒组的烟山白垩段，目前仅有一块荐综骨（髋部上方一排融合的椎骨）化石。 
尽管已知遗骸非常不完整，但仍基于充足证据合理估计其体长处在7—8英寸（18—20）。
敏捷虚椎鸟正模标本YPM 1451据称是奥塞内尔·查利斯·马什于1872年10月从堪萨斯州洛根县的巴特溪发现，现认为此地落在烟山白垩段15号及19号标记层位之间。马什还将另一件更完整的标本归入敏捷虚椎鸟历史上对虚椎鸟的认知也大多来自该标本。然而，朱莉娅·克拉克于2004年指出，第二件标本未保存任何与正模标本相同的骨头，因此无法与前者比较，故将其建为独立属种：马氏忽视鸟。

## 分类
传统的虚椎鸟属被定义为一个演化支，具体包括所有与正模标本YPM 1451的亲缘关系近于鱼鸟或现生鸟类的物种。
敏捷虚椎鸟由马什（1873年）确认为独立种，其模式种原为敏捷鱼鸟。敏捷虚椎鸟长期被归入鱼鸟属，并先后被马什（1873年）归入鱼鸟科、被马什（1880年）归入无齿类、被塞科斯基（2002年）归入鱼鸟形类。虚椎鸟和鱼鸟的区别，主要为骶骨至少附有一根额外的肋骨，完整的荐综骨可能数目更多。虚椎鸟亦缺少鱼鸟覆盖骶区顶部的骨化肌腱。克拉克在2004年的论文中指出，敏捷虚椎鸟化石中存在的少量独特特征实际表明其与现代鸟类关系更近，而非像最初认为的那般与鱼鸟近缘。这一假说也在2002年得到了霍普的支持。2022年，本尼托等人注意到虚椎鸟骶骨解剖特征可能存在个体变异，并提议重新评估该属的有效性。
虚椎鸟的确切亲缘关系尚无定论，主要是由于其化石遗骸稀少。尽管有时认为其与现生游禽（雁形目）近缘，但如今大多数学者均视之为扇尾类的早期成员。